# Llista de cràters de Mart: H-N
Llista de cràters de Mart (H-N) amb noms aprovats a la Gazetteer of Planetary Nomenclature mantinguda per la Unió Astronòmica Internacional, on s'inclou el diàmetre del cràter i l'epònim amb el qual es nomena el cràter.
Els grans cràters marcians (més de 60 km de diàmetre) tenen el nom de científics i escriptors de ciència-ficció famosos; els més petits (menys de 60 km de diàmetre) reben noms de ciutats de la Terra. Els cràters no poden ser nomenats amb noms de persones vives, i poques vegades s'anomenen cràters petits per a commemorar una ciutat determinada, és a dir, un cràter petit no es nomena amb el nom d'una ciutat específica de la Terra, sinó que el seu nom surt a l'atzar d'un grup de noms de llocs terrestres, amb algunes excepcions fetes per als cràters prop de llocs d'aterratge.
La latitud i la longitud es donen com a coordenades planetogràfiques amb longitud oest (+ Oest; 0-360).
| A · B · C · D · E · F · G · H · I · J · K · L · M · N · O · P · Q · R · S · T · U · V · W · X · Y · Z |

## H
| Cràter      | Coordenades                              | Diàmetre (km) | Epònim                                                                                               | Ref.  |
| ----------- | ---------------------------------------- | ------------- | --- | ----- |
| Hadley      | 19° 30′ S, 203° 06′ O / 19.5°S,203.1°O   | 119,00        | George Hadley (1685-1768), meteoròleg britànic                                                       | WGPSN |
| Halba       | 26° 18′ S, 56° 06′ O / 26.3°S,56.1°O     | 31,40         | Localitat de Líban                                                                                   | WGPSN |
| Haldane     | 53° 06′ S, 230° 54′ O / 53.1°S,230.9°O   | 78,70         | J. B. S. Haldane (1892-1964), fisiòleg i genetista britànic                                          | WGPSN |
| Hale        | 36° 06′ S, 36° 30′ O / 36.1°S,36.5°O     | 149,00        | George Ellery Hale (1868-1938), astrònom estatunidenc                                                | WGPSN |
| Halley      | 48° 42′ S, 59° 18′ O / 48.7°S,59.3°O     | 84,50         | Edmond Halley (1656-1742), astrònom britànic                                                         | WGPSN |
| Ham         | 45° 00′ S, 32° 36′ O / 45.0°S,32.6°O     | 1,80          | Localitat de França                                                                                  | WGPSN |
| Hamaguir    | 49° 00′ N, 227° 36′ O / 49.0°N,227.6°O   | 0,50          | Localitat d'Algèria                                                                                  | WGPSN |
| Hamelin     | 20° 30′ N, 32° 48′ O / 20.5°N,32.8°O     | 9,60          | Localitat d'Alemanya                                                                                 | WGPSN |
| Handlová    | 38° 00′ N, 88° 42′ O / 38.0°N,88.7°O     | 4,60          | Localitat d'Eslovàquia                                                                               | WGPSN |
| Harad̦       | 27° 42′ S, 28° 06′ O / 27.7°S,28.1°O     | 8,00          | Localitat d'Aràbia Saudí                                                                             | WGPSN |
| Hargraves   | 20° 46′ N, 284° 22′ O / 20.76°N,284.36°O | 68,00         | Robert B. Hargraves (1928-2003), geòleg estatunidenc                                                 | WGPSN |
| Harris      | 21° 53′ S, 293° 16′ O / 21.88°S,293.27°O | 83,00         | Daniel Lester Harris (1919-1962), astrònom estatunidenc                                              | WGPSN |
| Hartwig     | 39° 00′ S, 16° 00′ O / 39.0°S,16.0°O     | 105,00        | Ernst Hartwig (1851-1923), astrònom alemany                                                          | WGPSN |
| Hasir       | 3° 13′ N, 275° 02′ O / 3.21°N,275.04°O   | 16,50         | Localitat de Turquía                                                                                 | WGPSN |
| Heaviside   | 70° 42′ S, 95° 18′ O / 70.7°S,95.3°O     | 87,40         | Oliver Heaviside (1850-1925), físic britànic                                                         | WGPSN |
| Heimdal     | 68° 31′ N, 124° 44′ O / 68.52°N,124.73°O | 11,50         | Localitat de Noruega                                                                                 | WGPSN |
| Heinlein    | 64° 48′ S, 243° 48′ O / 64.8°S,243.8°O   | 88,00         | Robert A. Heinlein (1907-1988), escriptor estatunidenc                                               | WGPSN |
| Helmholtz   | 45° 48′ S, 21° 18′ O / 45.8°S,21.3°O     | 111,50        | Hermann von Helmholtz (1821-1894), físic alemany                                                     | WGPSN |
| Henbury     | 63° 46′ S, 147° 52′ O / 63.76°S,147.87°O | 27,00         | Localitat d'Austràlia                                                                                | WGPSN |
| Henry       | 10° 54′ N, 336° 42′ O / 10.9°N,336.7°O   | 171,00        | Paul Henry (1848-1905), òptic i astrònom francès Prosper Henry (1849-1903), òptic i astrònom francès | WGPSN |
| Henry Moore | 59° 44′ S, 306° 14′ O / 59.73°S,306.24°O | 66,10         | Henry J. Moore (1928-1998), astrogeòleg estatunidenc                                                 | WGPSN |
| Herulaneum  | 19° 30′ N, 58° 42′ O / 19.50°N,58.7°O    | 35,40         | Localitat d'Itàlia                                                                                   | WGPSN |
| Herschel    | 14° 54′ S, 230° 18′ O / 14.90°S,230.3°O  | 304,50        | John Herschel (1792-1871), astrònom britànic William Herschel (1738-1822), astrònom britànic         | WGPSN |
| Hipparchus  | 44° 48′ S, 151° 24′ O / 44.8°S,151.4°O   | 93,00         | Hiparc de Nicea, astrònom, geògraf i matemàtic grec                                                  | WGPSN |
| Hīt         | 47° 24′ N, 221° 42′ O / 47.4°N,221.7°O   | 7,30          | Localitat d'Iraq                                                                                     | WGPSN |
| Holden      | 26° 00′ S, 34° 00′ O / 26.0°S,34.0°O     | 153,80        | Edward S. Holden (1846-1914), astrònom estatunidenc                                                  | WGPSN |
| Holmes      | 75° 00′ S, 293° 12′ O / 75.0°S,293.2°O   | 122,00        | Arthur Holmes (1890-1965), geòleg britànic                                                           | WGPSN |
| Honda       | 22° 36′ S, 16° 24′ O / 22.60°S,16.4°O    | 9,10          | Localitat de Colòmbia                                                                                | WGPSN |
| Hooke       | 45° 12′ S, 44° 24′ O / 45.2°S,44.4°O     | 139,00        | Robert Hooke (1635-1703), físic i astrònom britànic                                                  | WGPSN |
| Hope        | 45° 12′ N, 10° 18′ O / 45.2°N,10.3°O     | 7,30          | Localitat de Canadà                                                                                  | WGPSN |
| Horowitz    | 32° 02′ S, 219° 22′ O / 32.04°S,219.36°O | 65,70         | Norman Horowitz (1915-2005), genetista estatunidenc                                                  | WGPSN |
| Houston     | 48° 30′ N, 224° 06′ O / 48.5°N,224.1°O   | 1,60          | Localitat dels Estats Units d'Amèrica                                                                | WGPSN |
| Hsūanch'eng | 47° 00′ N, 227° 24′ O / 47.0°N,227.4°O   | 2,00          | Localitat de la Xina                                                                                 | WGPSN |
| Huancayo    | 3° 42′ S, 39° 54′ O / 3.7°S,39.9°O       | 25,10         | Localitat de Perú                                                                                    | WGPSN |
| Huggins     | 49° 24′ S, 204° 24′ O / 49.4°S,204.4°O   | 90,00         | William Huggins (1824-1910), astrònom britànic                                                       | WGPSN |
| Hunten      | 39° 30′ S, 336° 18′ O / 39.5°S,336.3°O   | 82,40         | Donald Hunten (1925-2010), astrònom estatunidenc                                                     | WGPSN |
| Hussey      | 53° 48′ S, 126° 42′ O / 53.8°S,126.7°O   | 99,00         | William Hussey (1862-1926), astrònom estatunidenc                                                    | WGPSN |
| Hutton      | 71° 48′ S, 255° 24′ O / 71.8°S,255.4°O   | 99,00         | James Hutton (1726-1797), geòleg britànic                                                            | WGPSN |
| Huxley      | 63° 00′ S, 259° 12′ O / 63.0°S,259.2°O   | 107,00        | Thomas Henry Huxley (1825-1895), biòleg britànic                                                     | WGPSN |
| Huygens     | 14° 18′ S, 304° 36′ O / 14.3°S,304.6°O   | 470,00        | Christiaan Huygens (1629-1695), físic i astrònom neerlandès                                          | WGPSN |

## I
| Cràter    | Coordenades                            | Diàmetre (km) | Epònim                                          | Ref.  |
| --------- | -------------------------------------- | ------------- | ----------------------------------------------- | ----- |
| Iazu      | 2° 41′ S, 5° 12′ O / 2.69°S,5.2°O      | 6,80          | Localitat de Romania                            | WGPSN |
| Ibragimov | 25° 42′ S, 59° 42′ O / 25.7°S,59.7°O   | 86,00         | Nadir Ibrahimov (1932-1977), astrònom rus-àzeri | WGPSN |
| Igal      | 20° 18′ S, 249° 12′ O / 20.3°S,249.2°O | 8,60          | Localitat d'Hongria                             | WGPSN |
| Ikej      | 21° 12′ N, 247° 36′ O / 21.2°N,247.6°O | 4,70          | Localitat de Rússia                             | WGPSN |
| Imgr      | 19° 24′ N, 248° 54′ O / 19.4°N,248.9°O | 3,00          | Localitat de Rússia                             | WGPSN |
| Insbruck  | 6° 30′ S, 40° 00′ O / 6.5°S,40.0°O     | 61,10         | Localitat d'Àustria                             | WGPSN |
| Ins       | 24° 48′ N, 251° 12′ O / 24.8°N,251.2°O | 2,80          | Localitat de Suïssa                             | WGPSN |
| Inta      | 24° 36′ S, 25° 12′ O / 24.6°S,25.2°O   | 16,20         | Localitat de Rússia                             | WGPSN |
| Inuvik    | 78° 42′ N, 28° 36′ O / 78.7°N,28.6°O   | 20,50         | Localitat de Canadà                             | WGPSN |
| Irbit     | 24° 36′ S, 25° 00′ O / 24.6°S,25.0°O   | 13,30         | Localitat de Rússia                             | WGPSN |
| Irharen   | 34° 48′ N, 219° 12′ O / 34.8°N,219.2°O | 6,50          | Localitat d'Algèria                             | WGPSN |
| Isil      | 27° 18′ S, 272° 12′ O / 27.3°S,272.2°O | 82,00         | Localitat d'Espanya                             | WGPSN |
| Istok     | 45° 24′ S, 85° 48′ O / 45.4°S,85.8°O   | 4,80          | Localitat de Kosovo                             | WGPSN |
| Izamal    | 3° 47′ N, 1° 37′ O / 3.78°N,1.62°O     | 57,5          | Localitat de Mèxic                              | WGPSN |
| Izendy    | 29° 12′ S, 101° 30′ O / 29.2°S,101.5°O | 23,50         | Localitat de Rússia                             | WGPSN |

## J
| Cràter         | Coordenades                              | Diàmetre (km) | Epònim                                                                     | Ref.  |
| -------------- | ---------------------------------------- | ------------- | -------------------------------------------------------------------------- | ----- |
| Jaisalmer      | 33° 29′ N, 84° 08′ O / 33.49°N,84.14°O   | 15,00         | Localitat de l'Índia                                                       | WGPSN |
| Jal            | 26° 30′ S, 28° 48′ O / 26.5°S,28.8°O     | 5,00          | Localitat dels Estats Units d'Amèrica                                      | WGPSN |
| Jama           | 21° 36′ N, 53° 18′ O / 21.6°N,53.3°O     | 2,90          | Localitat de Tuníssia                                                      | WGPSN |
| Jampur         | 39° 00′ N, 81° 42′ O / 39.0°N,81.7°O     | 29,00         | Localitat de Pakistan                                                      | WGPSN |
| Janssen        | 2° 42′ N, 322° 30′ O / 2.7°N,322.5°O     | 158,00        | Pierre Janssen (1824-1907), astrònom francès                               | WGPSN |
| Jarry-Desloges | 9° 30′ S, 276° 18′ O / 9.5°S,276.3°O     | 92,00         | René Jarry-Desloges (1868-1951), astrònom francès                          | WGPSN |
| Jeans          | 69° 48′ S, 205° 54′ O / 69.8°S,205.9°O   | 80,20         | James Hopwood Jeans (1877-1946), astrònom i físic britànic                 | WGPSN |
| Jen            | 40° 12′ N, 10° 36′ O / 40.2°N,10.6°O     | 9,00          | Localitat de Nigèria                                                       | WGPSN |
| Jezero         | 18° 25′ N, 282° 23′ O / 18.41°N,282.38°O | 49,00         | Localitat de Bòsnia                                                        | WGPSN |
| Jezža          | 48° 48′ S, 38° 00′ O / 48.8°S,38.0°O     | 9,10          | Localitat de Rússia                                                        | WGPSN |
| Jiji           | 8° 46′ N, 358° 16′ O / 8.77°N,358.26°O   | 21,00         | Localitat de Taiwan                                                        | WGPSN |
| Jijiga         | 25° 24′ N, 54° 00′ O / 25.4°N,54.0°O     | 17,30         | Localitat d'Etiopia                                                        | WGPSN |
| Jodrell        | 47° 48′ N, 227° 48′ O / 47.8°N,227.8°O   | 3,00          | Observatori Jodrell Bank Observatory, Regne Unit                           | WGPSN |
| Johannesburg   | 48° 12′ N, 226° 48′ O / 48.2°N,226.8°O   | 1,00          | Localitat de Sud-àfrica                                                    | WGPSN |
| Johnstown      | 9° 48′ S, 51° 06′ O / 9.8°S,51.1°O       | 3,20          | Localitat dels Estats Units d'Amèrica                                      | WGPSN |
| Jojutla        | 81° 38′ N, 169° 39′ O / 81.63°N,169.65°O | 19,00         | Localitat de Mèxic                                                         | WGPSN |
| Joly           | 74° 42′ S, 42° 42′ O / 74.7°S,42.7°O     | 79,90         | John Joly (1857-1933), metge, físic, geòleg i escriptor científic irlandès | WGPSN |
| Jones          | 19° 06′ S, 19° 54′ O / 19.1°S,19.9°O     | 94,00         | Harold Spencer Jones (1890-1960), astrònom britànic                        | WGPSN |
| Jori           | 28° 23′ S, 83° 24′ O / 28.38°S,83.4°O    | 31,00         | Localitat de la República de Corea                                         | WGPSN |
| Jörn           | 27° 11′ S, 283° 40′ O / 27.18°S,283.67°O | 20,70         | Localitat de Suècia                                                        | WGPSN |
| Jumla          | 21° 18′ S, 273° 36′ O / 21.3°S,273.6°O   | 45,00         | Localitat de Nepal                                                         | WGPSN |

## K
| Cràter        | Coordenades                              | Diàmetre (km) | Epònim                                                                   | Ref.  |
| ------------- | ---------------------------------------- | ------------- | ------------------------------------------------------------------------ | ----- |
| Kachug        | 18° 24′ N, 252° 30′ O / 18.4°N,252.5°O   | 4,70          | Localitat de Rússia                                                      | WGPSN |
| Kagoshima     | 47° 36′ N, 224° 24′ O / 47.6°N,224.4°O   | 1,50          | Localitat del Japó                                                       | WGPSN |
| Kagul         | 24° 00′ S, 19° 06′ O / 24.0°S,19.1°O     | 8,50          | Localitat de Moldàvia                                                    | WGPSN |
| Kāid          | 4° 30′ S, 44° 48′ O / 4.5°S,44.8°O       | 8,50          | Localitat d'Irak                                                         | WGPSN |
| Kaiser        | 46° 36′ S, 340° 54′ O / 46.6°S,340.9°O   | 207,00        | Frederik Kaiser (1808-1872), astrònom neerlandès                         | WGPSN |
| Kaj           | 27° 18′ S, 29° 24′ O / 27.3°S,29.4°O     | 1,80          | Localitat de Rússia                                                      | WGPSN |
| Kakori        | 41° 48′ S, 29° 54′ O / 41.8°S,29.9°O     | 29,70         | Localitat d'Índia                                                        | WGPSN |
| Kaliningrad   | 48° 48′ N, 225° 06′ O / 48.8°N,225.1°O   | 1,20          | Localitat de Rússia                                                      | WGPSN |
| Kalocsa       | 6° 54′ N, 7° 00′ O / 6.9°N,7.0°O         | 35,20         | Localitat d'Hongria                                                      | WGPSN |
| Kalpin        | 8° 56′ N, 141° 16′ O / 8.93°N,141.27°O   | 52,00         | Localitat de la Xina                                                     | WGPSN |
| Kamativi      | 20° 42′ S, 260° 06′ O / 20.7°S,260.1°O   | 59,00         | Localitat de Zimbabwe                                                    | WGPSN |
| Kamloops      | 53° 48′ S, 32° 36′ O / 53.8°S,32.6°O     | 65,00         | Localitat de Canadà                                                      | WGPSN |
| Kamnik        | 37° 13′ S, 161° 55′ O / 37.22°S,161.91°O | 10,20         | Localitat d'Eslovènia                                                    | WGPSN |
| Kampot        | 42° 06′ S, 45° 42′ O / 42.1°S,45.7°O     | 13,00         | Localitat de Cambòdia                                                    | WGPSN |
| Kanab         | 27° 30′ S, 19° 00′ O / 27.5°S,19.0°O     | 15,00         | Localitat dels Estats Units d'Amèrica                                    | WGPSN |
| Kandi         | 32° 44′ S, 238° 00′ O / 32.73°S,238.0°O  | 8,50          | Localitat de Benin                                                       | WGPSN |
| Kankossa      | 11° 50′ S, 55° 32′ O / 11.83°S,55.54°O   | 16,50         | Localitat de Mauritània                                                  | WGPSN |
| Kansk         | 20° 48′ S, 17° 18′ O / 20.8°S,17.3°O     | 34,30         | Localitat de Rússia                                                      | WGPSN |
| Kantang       | 24° 42′ S, 17° 36′ O / 24.7°S,17.6°O     | 54,80         | Localitat de Tailàndia                                                   | WGPSN |
| Kaporo        | 0° 07′ S, 14° 21′ O / 0.12°S,14.35°O     | 42,7          | Localitat de Malawi                                                      | WGPSN |
| Karpinsk      | 45° 54′ S, 32° 12′ O / 45.9°S,32.2°O     | 29,80         | Localitat de Rússia                                                      | WGPSN |
| Karshi        | 23° 30′ S, 19° 24′ O / 23.5°S,19.4°O     | 22,30         | Localitat d'Uzbekistan                                                   | WGPSN |
| Kartabo       | 41° 12′ S, 52° 30′ O / 41.2°S,52.5°O     | 20,00         | Localitat de Guyana                                                      | WGPSN |
| Karzok        | 18° 22′ N, 131° 54′ O / 18.36°N,131.9°O  | 15,60         | Localitat de Pakistan                                                    | WGPSN |
| Kasabi        | 28° 06′ S, 271° 00′ O / 28.1°S,271.0°O   | 43,00         | Localitat de Zàmbia                                                      | WGPSN |
| Kashira       | 27° 18′ S, 18° 24′ O / 27.3°S,18.4°O     | 68,50         | Localitat de Rússia                                                      | WGPSN |
| Kasimov       | 24° 54′ S, 23° 00′ O / 24.9°S,23.0°O     | 91,30         | Localitat de Rússia                                                      | WGPSN |
| Kasra         | 22° 12′ N, 256° 24′ O / 22.2°N,256.4°O   | 3,60          | Localitat de Tunísia                                                     | WGPSN |
| Katoomba      | 79° 07′ S, 232° 20′ O / 79.11°S,232.33°O | 53,00         | Localitat d'Austràlia                                                    | WGPSN |
| Kaup          | 22° 54′ N, 33° 12′ O / 22.9°N,33.2°O     | 3,30          | Localitat de Papua Nova Guinea                                           | WGPSN |
| Kaw           | 16° 36′ N, 255° 48′ O / 16.6°N,255.8°O   | 11,20         | Localitat de Guaiana Francesa                                            | WGPSN |
| Kayne         | 15° 42′ S, 186° 36′ O / 15.7°S,186.6°O   | 34,90         | Localitat de Botswana                                                    | WGPSN |
| Keeler        | 61° 00′ S, 151° 18′ O / 61.0°S,151.3°O   | 95,00         | James Edward Keeler (1857-1900), astrònom estatunidenc                   | WGPSN |
| Kem'          | 45° 18′ S, 33° 00′ O / 45.3°S,33.0°O     | 3,30          | Localitat de Rússia                                                      | WGPSN |
| Kenge         | 16° 22′ S, 102° 57′ O / 16.36°S,102.95°O | 6,00          | Localitat de la República Democràtica del Congo                          | WGPSN |
| Kepler        | 47° 06′ S, 219° 06′ O / 47.1°S,219.1°O   | 233,00        | Johannes Kepler (1571-1630), astrònom alemany                            | WGPSN |
| Keren         | 21° 12′ N, 22° 30′ O / 21.2°N,22.5°O     | 28,70         | Localitat d'Eritrea                                                      | WGPSN |
| Keul'         | 46° 18′ N, 237° 54′ O / 46.3°N,237.9°O   | 5,90          | Localitat de Rússia                                                      | WGPSN |
| Khanpur       | 21° 00′ N, 258° 06′ O / 21.0°N,258.1°O   | 2,50          | Localitat de Pakistan                                                    | WGPSN |
| Kholm         | 7° 18′ S, 42° 06′ O / 7.3°S,42.1°O       | 11,60         | Localitat de Rússia                                                      | WGPSN |
| Khurli        | 21° 06′ S, 247° 06′ O / 21.1°S,247.1°O   | 8,90          | Localitat de Pakistan                                                    | WGPSN |
| Kibuye        | 29° 08′ S, 178° 17′ O / 29.13°S,178.29°O | 7,40          | Localitat de Rwanda                                                      | WGPSN |
| Kifrī         | 46° 00′ S, 54° 24′ O / 46.0°S,54.4°O     | 15,00         | Localitat d'Irak                                                         | WGPSN |
| Kilkhampton   | 17° 31′ N, 336° 42′ O / 17.52°N,336.7°O  | 16,00         | Localitat del Regne Unit                                                 | WGPSN |
| Kilmia        | 24° 02′ S, 59° 29′ O / 24.04°S,59.48°O   | 7,00          | Localitat del Iemen                                                      | WGPSN |
| Kimry         | 20° 24′ S, 16° 24′ O / 20.4°S,16.4°O     | 21,60         | Localitat de Rússia                                                      | WGPSN |
| Kin           | 20° 24′ N, 33° 30′ O / 20.4°N,33.5°O     | 8,30          | Localitat del Japó                                                       | WGPSN |
| Kinda         | 26° 00′ S, 105° 12′ O / 26.0°S,105.2°O   | 14,00         | Localitat de la República Democràtica del Congo                          | WGPSN |
| Kingston      | 22° 18′ N, 47° 06′ O / 22.3°N,47.1°O     | 0,70          | Localitat de Jamaica                                                     | WGPSN |
| Kinkora       | 25° 12′ S, 247° 12′ O / 25.2°S,247.2°O   | 54,30         | Localitat de Canadà                                                      | WGPSN |
| Kipini        | 26° 06′ N, 31° 36′ O / 26.1°N,31.6°O     | 73,60         | Localitat de Kenya                                                       | WGPSN |
| Kirs          | 26° 36′ S, 19° 30′ O / 26.6°S,19.5°O     | 3,00          | Localitat de Rússia                                                      | WGPSN |
| Kirsanov      | 22° 24′ S, 25° 12′ O / 22.4°S,25.2°O     | 15,50         | Localitat de Rússia                                                      | WGPSN |
| Kisambo       | 34° 24′ N, 89° 00′ O / 34.4°N,89.0°O     | 15,80         | Localitat de la República Democràtica del Congo                          | WGPSN |
| Kita          | 23° 00′ S, 17° 12′ O / 23.0°S,17.2°O     | 10,20         | Localitat de Mali                                                        | WGPSN |
| Knobel        | 6° 42′ S, 226° 48′ O / 6.7°S,226.8°O     | 128,60        | Edward Knobel (1841-1930), home de negocis i astrònom aficionat britànic | WGPSN |
| Koga          | 29° 18′ S, 103° 48′ O / 29.3°S,103.8°O   | 19,30         | Localitat de Tanzània                                                    | WGPSN |
| Kok           | 15° 48′ N, 28° 06′ O / 15.8°N,28.1°O     | 6,30          | Localitat de Malaysia                                                    | WGPSN |
| Kong          | 5° 24′ S, 38° 42′ O / 5.4°S,38.7°O       | 11,80         | Localitat de Costa d'Ívori                                               | WGPSN |
| Kontum        | 32° 04′ S, 67° 08′ O / 32.06°S,67.13°O   | 22,10         | Localitat de Vietnam                                                     | WGPSN |
| Korolev       | 73° 00′ N, 195° 30′ O / 73.0°N,195.5°O   | 84,20         | Sergei Korolev (1906-1966), enginyer rus                                 | WGPSN |
| Korph         | 19° 36′ N, 254° 36′ O / 19.6°N,254.6°O   | 7,50          | Localitat de Rússia                                                      | WGPSN |
| Koshoba       | 23° 12′ N, 283° 00′ O / 23.2°N,283.0°O   | 10,30         | Localitat de Turkmenistan                                                | WGPSN |
| Kotido        | 1° 00′ N, 350° 53′ O / 1°N,350.89°O      | 44,00         | Localitat d'Uganda                                                       | WGPSN |
| Kotka         | 19° 30′ N, 190° 06′ O / 19.5°N,190.1°O   | 19,50         | Localitat de Finlàndia                                                   | WGPSN |
| Kourou        | 47° 06′ N, 227° 18′ O / 47.1°N,227.3°O   | 2,00          | Localitat de Guaiana Francesa                                            | WGPSN |
| Koval'sky     | 30° 12′ S, 141° 30′ O / 30.2°S,141.5°O   | 309,00        | Marian Albertovich Kowalski (1821-1884), astrònom polonès-rus            | WGPSN |
| Koy           | 21° 42′ N, 50° 30′ O / 21.7°N,50.5°O     | 7,10          | Localitat de Rússia                                                      | WGPSN |
| Krasnoye      | 36° 06′ N, 216° 12′ O / 36.1°N,216.2°O   | 6,50          | Localitat de Rússia                                                      | WGPSN |
| Kribi         | 43° 18′ S, 43° 36′ O / 43.3°S,43.6°O     | 13,70         | Localitat de Camerun                                                     | WGPSN |
| Krishtofovich | 48° 30′ S, 262° 48′ O / 48.5°S,262.8°O   | 112,00        | Afrikan Nikolaevich Krishtofovich (1885-1953), paleobotànic rus          | WGPSN |
| Krupac        | 7° 47′ S, 273° 59′ O / 7.79°S,273.99°O   | 10,00         | Localitat de Sèrbia                                                      | WGPSN |
| Kuba          | 25° 36′ S, 19° 42′ O / 25.6°S,19.7°O     | 26,80         | Localitat d'Azerbaijan                                                   | WGPSN |
| Kufra         | 40° 42′ N, 239° 42′ O / 40.7°N,239.7°O   | 37,50         | Localitat de Líbia                                                       | WGPSN |
| Kufstein      | 36° 00′ S, 57° 32′ O / 36°S,57.54°O      | 18,80         | Localitat d'Aùstria                                                      | WGPSN |
| Kuiper        | 57° 24′ S, 157° 18′ O / 57.4°S,157.3°O   | 87,00         | Gerard Peter Kuiper (1905-1973), astrònom estatunidenc                   | WGPSN |
| Kular         | 16° 36′ N, 251° 54′ O / 16.6°N,251.9°O   | 8,10          | Localitat de Rússia                                                      | WGPSN |
| Kumak         | 35° 48′ S, 68° 12′ O / 35.8°S,68.2°O     | 15,00         | Localitat de Rússia                                                      | WGPSN |
| Kumara        | 43° 18′ N, 231° 30′ O / 43.3°N,231.5°O   | 12,00         | Localitat de Nova Zelanda                                                | WGPSN |
| Kunes         | 25° 30′ S, 252° 12′ O / 25.5°S,252.2°O   | 15,10         | Localitat de Noruega                                                     | WGPSN |
| Kunowsky      | 57° 06′ N, 9° 42′ O / 57.1°N,9.7°O       | 67,40         | George K. Kunowsky (1786-1846), advocat i astrònom aficionat alemany     | WGPSN |
| Kushva        | 44° 18′ S, 35° 36′ O / 44.3°S,35.6°O     | 38,30         | Localitat de Rússia                                                      | WGPSN |

## L
| Cràter     | Coordenades                              | Diàmetre (km) | Epònim                                                                 | Ref.  |
| ---------- | ---------------------------------------- | ------------- | ---------------------------------------------------------------------- | ----- |
| La Paz     | 21° 18′ N, 49° 06′ O / 21.3°N,49.1°O     | 0,60          | Localitat de Mèxic                                                     | WGPSN |
| Labria     | 35° 18′ S, 48° 06′ O / 35.3°S,48.1°O     | 54,00         | Localitat de Brasil                                                    | WGPSN |
| Lachute    | 4° 18′ S, 39° 48′ O / 4.3°S,39.8°O       | 16,10         | Localitat de Canadà                                                    | WGPSN |
| Laf        | 48° 18′ N, 6° 00′ O / 48.3°N,6.0°O       | 3,20          | Localitat de Camerun                                                   | WGPSN |
| Lagarto    | 50° 12′ N, 8° 24′ O / 50.2°N,8.4°O       | 19,50         | Localitat de Brasil                                                    | WGPSN |
| Lamas      | 27° 18′ S, 20° 42′ O / 27.3°S,20.7°O     | 23,20         | Localitat de Perú                                                      | WGPSN |
| Lambert    | 20° 12′ S, 334° 42′ O / 20.2°S,334.7°O   | 92,00         | Johann Heinrich Lambert (1728-1777), físic alemany                     | WGPSN |
| Lamont     | 58° 36′ S, 113° 36′ O / 58.6°S,113.6°O   | 76,00         | Johann von Lamont (1805-1879), astrònom alemany                        | WGPSN |
| Lampland   | 35° 54′ S, 79° 36′ O / 35.9°S,79.6°O     | 79,00         | Carl Otto Lampland (1873-1951), astrònom estatunidenc                  | WGPSN |
| Land       | 48° 36′ N, 8° 48′ O / 48.6°N,8.8°O       | 5,40          | Localitat dels Estats Units d'Amèrica                                  | WGPSN |
| Langtang   | 38° 30′ S, 136° 00′ O / 38.5°S,136.0°O   | 9,80          | Localitat de Nepal                                                     | WGPSN |
| Lapri      | 20° 30′ N, 252° 36′ O / 20.5°N,252.6°O   | 3,10          | Localitat de Rússia                                                    | WGPSN |
| Lar        | 26° 06′ S, 29° 06′ O / 26.1°S,29.1°O     | 7,00          | Localitat d'Iran                                                       | WGPSN |
| Lassell    | 20° 54′ S, 62° 30′ O / 20.9°S,62.5°O     | 92,00         | William Lassell (1799-1880), astrònom britànic                         | WGPSN |
| Lasswitz   | 9° 24′ S, 221° 48′ O / 9.4°S,221.8°O     | 111,00        | Kurd Lasswitz (1848-1910), escriptor alemany                           | WGPSN |
| Lau        | 74° 24′ S, 107° 48′ O / 74.4°S,107.8°O   | 104,90        | Hans E. Lau (1879-1918), astrònom danès                                | WGPSN |
| Laylá      | 61° 21′ S, 253° 00′ O / 61.35°S,253.0°O  | 20,80         | Localitat d'Aràbia Saudí                                               | WGPSN |
| Le Verrier | 38° 00′ S, 342° 54′ O / 38.0°S,342.9°O   | 140,00        | Urbain Le Verrier (1811-1877), astrònom francès                        | WGPSN |
| Lebu       | 20° 30′ S, 19° 30′ O / 20.5°S,19.5°O     | 20,00         | Localitat de Xile                                                      | WGPSN |
| Lederberg  | 13° 04′ N, 45° 54′ O / 13.06°N,45.9°O    | 87,00         | Joshua Lederberg (1925-2008), microbiòleg estatunidenc                 | WGPSN |
| Leighton   | 3° 04′ N, 302° 19′ O / 3.06°N,302.32°O   | 69,00         | Robert B. Leighton (1919-1997), científic estatunidenc                 | WGPSN |
| Leleque    | 36° 48′ N, 221° 54′ O / 36.8°N,221.9°O   | 8,40          | Localitat de l'Argentina                                               | WGPSN |
| Lemngo     | 42° 48′ S, 34° 48′ O / 42.8°S,34.8°O     | 16,60         | Localitat d'Alemanya                                                   | WGPSN |
| Lenya      | 27° 00′ S, 106° 54′ O / 27.0°S,106.9°O   | 15,50         | Localitat de Burma                                                     | WGPSN |
| Leuk       | 24° 06′ N, 55° 06′ O / 24.1°N,55.1°O     | 3,60          | Localitat de Suïssa                                                    | WGPSN |
| Lexington  | 22° 00′ N, 48° 42′ O / 22.0°N,48.7°O     | 5,00          | Localitat dels Estats Units d'Amèrica                                  | WGPSN |
| Li Fan     | 47° 12′ S, 153° 12′ O / 47.2°S,153.2°O   | 104,80        | Li Fan (fl. segle I), astrònom xinès                                   | WGPSN |
| Liais      | 75° 24′ S, 252° 48′ O / 75.4°S,252.8°O   | 132,00        | Emmanuel Liais (1826-1900), astrònom francès                           | WGPSN |
| Liberta    | 35° 36′ N, 55° 30′ O / 35.6°N,55.5°O     | 25,10         | Localitat d'Antigua i Barbuda                                          | WGPSN |
| Libertad   | 23° 18′ N, 29° 30′ O / 23.3°N,29.5°O     | 31,00         | Localitat de Veneçuela                                                 | WGPSN |
| Linpu      | 18° 24′ N, 246° 54′ O / 18.4°N,246.9°O   | 18,50         | Localitat de la Xina                                                   | WGPSN |
| Lins       | 15° 54′ N, 29° 54′ O / 15.9°N,29.9°O     | 6,20          | Localitat de Brasil                                                    | WGPSN |
| Lipany     | 0° 13′ S, 280° 20′ O / 0.22°S,280.33°O   | 50,10         | Localitat d'Eslovàquia                                                 | WGPSN |
| Lipik      | 38° 25′ S, 248° 26′ O / 38.42°S,248.43°O | 56,00         | Localitat de Croàcia                                                   | WGPSN |
| Lisboa     | 21° 30′ N, 47° 42′ O / 21.5°N,47.7°O     | 0,70          | Localitat de Portugal                                                  | WGPSN |
| Lismore    | 27° 03′ N, 41° 43′ O / 27.05°N,41.72°O   | 9,00          | Localitat d'Irlanda                                                    | WGPSN |
| Littleton  | 15° 54′ N, 252° 54′ O / 15.9°N,252.9°O   | 7,20          | Localitat dels Estats Units d'Amèrica                                  | WGPSN |
| Liu Hsin   | 53° 36′ S, 171° 36′ O / 53.6°S,171.6°O   | 137,00        | Liu Xin (46 aC - 23), astrònom i istoriador xinès                      | WGPSN |
| Livny      | 27° 24′ S, 29° 12′ O / 27.4°S,29.2°O     | 9,20          | Localitat de Rússia                                                    | WGPSN |
| Llanesco   | 28° 30′ S, 101° 12′ O / 28.5°S,101.2°O   | 27,00         | Localitat d'Espanya                                                    | WGPSN |
| Locana     | 3° 30′ S, 38° 12′ O / 3.5°S,38.2°O       | 6,60          | Localitat d'Itàlia                                                     | WGPSN |
| Lockyer    | 28° 00′ N, 199° 30′ O / 28.0°N,199.5°O   | 71,00         | Norman Lockyer (1836-1920), astrònom britànic                          | WGPSN |
| Lod        | 21° 12′ N, 31° 36′ O / 21.2°N,31.6°O     | 7,50          | Localitat d'Israel                                                     | WGPSN |
| Lodwar     | 55° 24′ S, 43° 18′ O / 55.4°S,43.3°O     | 16,00         | Localitat de Kenya                                                     | WGPSN |
| Lohse      | 43° 42′ S, 16° 48′ O / 43.7°S,16.8°O     | 155,50        | Oswald Lohse (1845-1915), astrònom alemany                             | WGPSN |
| Loja       | 41° 30′ N, 223° 54′ O / 41.5°N,223.9°O   | 10,40         | Localitat d'Equador                                                    | WGPSN |
| Lomela     | 81° 48′ S, 56° 06′ O / 81.8°S,56.1°O     | 11,20         | Localitat de la República Democràtica del Congo                        | WGPSN |
| Lomonosov  | 65° 12′ N, 9° 12′ O / 65.2°N,9.2°O       | 153,00        | Mikhail Lomonosov (1711-1765), poeta, gramàtic i científic rus-alemany | WGPSN |
| Lonar      | 73° 13′ N, 321° 44′ O / 73.21°N,321.73°O | 11,30         | Localitat d'Índia                                                      | WGPSN |
| Longa      | 20° 54′ S, 26° 00′ O / 20.9°S,26.0°O     | 10,40         | Localitat d'Angola                                                     | WGPSN |
| Loon       | 19° 00′ S, 246° 36′ O / 19.0°S,246.6°O   | 7,60          | Localitat de Canadà                                                    | WGPSN |
| López      | 14° 36′ S, 262° 00′ O / 14.6°S,262.0°O   | 85,00         | Epidio López (1879-1965), astrònom mexicà                              | WGPSN |
| Lorica     | 20° 00′ S, 28° 24′ O / 20.0°S,28.4°O     | 67,60         | Localitat de Colòmbia                                                  | WGPSN |
| Los        | 35° 24′ S, 76° 18′ O / 35.4°S,76.3°O     | 7,90          | Localitat de Suècia                                                    | WGPSN |
| Lota       | 46° 42′ N, 11° 54′ O / 46.7°N,11.9°O     | 15,40         | Localitat de Xile                                                      | WGPSN |
| Loto       | 22° 06′ S, 22° 30′ O / 22.1°S,22.5°O     | 22,40         | Localitat de la República Democràtica del Congo                        | WGPSN |
| Louth      | 70° 25′ N, 256° 53′ O / 70.41°N,256.88°O | 37,75         | Localitat d'Irlanda                                                    | WGPSN |
| Lowbury    | 42° 42′ N, 93° 06′ O / 42.7°N,93.1°O     | 17,90         | Localitat de Nova Zelanda                                              | WGPSN |
| Lowell     | 52° 18′ S, 81° 24′ O / 52.3°S,81.4°O     | 203,00        | Percival Lowell (1855-1916), astrònom estatunidenc                     | WGPSN |
| Luba       | 18° 18′ S, 37° 00′ O / 18.3°S,37.0°O     | 38,30         | Localitat de Guinea Equatorial                                         | WGPSN |
| Lucaya     | 11° 36′ S, 51° 54′ O / 11.6°S,51.9°O     | 34,20         | Localitat de Bahames                                                   | WGPSN |
| Luck       | 17° 24′ N, 37° 00′ O / 17.4°N,37.0°O     | 7,70          | Localitat dels Estats Units d'Amèrica                                  | WGPSN |
| Luga       | 44° 36′ S, 47° 30′ O / 44.6°S,47.5°O     | 45,00         | Localitat de Rússia                                                    | WGPSN |
| Luki       | 29° 48′ S, 37° 24′ O / 29.8°S,37.4°O     | 21,20         | Localitat d'Ucraïna                                                    | WGPSN |
| Luqa       | 18° 13′ S, 228° 16′ O / 18.22°S,228.27°O | 16,50         | Localitat de Malta                                                     | WGPSN |
| Lutsk      | 39° 00′ N, 3° 12′ O / 39.0°N,3.2°O       | 5,00          | Localitat d'Ucraïna                                                    | WGPSN |
| Luzi       | 27° 18′ N, 328° 48′ O / 27.3°N,328.8°O   | 97,00         | Nikolai Luzin (1883-1950), matemàtic rus                               | WGPSN |
| Lydda      | 24° 42′ N, 32° 00′ O / 24.7°N,32.0°O     | 36,50         | Localitat d'Israel                                                     | WGPSN |
| Lyell      | 70° 06′ S, 15° 36′ O / 70.1°S,15.6°O     | 131,00        | Charles Lyell (1797-1875), geòleg britànic                             | WGPSN |
| Lyot       | 50° 48′ N, 330° 42′ O / 50.8°N,330.7°O   | 236,00        | Bernard Lyot (1897-1952), astrònom francès                             | WGPSN |

## M
| Cràter     | Coordenades                              | Diàmetre (km) | Epònim                                                                                             | Ref.  |
| ---------- | ---------------------------------------- | ------------- | -------------------------------------------------------------------------------------------------- | ----- |
| McCauley   | 27° 21′ S, 83° 14′ O / 27.35°S,83.23°O   | 90,00         | John Jack McCauley (9132-2012), geòleg estatunidenc                                                | WGPSN |
| Mädler     | 10° 48′ S, 357° 18′ O / 10.8°S,357.3°O   | 125,00        | Johann Heinrich von Mädler (1794-1874), astrònom alemany                                           | WGPSN |
| Madrid     | 48° 48′ N, 224° 36′ O / 48.8°N,224.6°O   | 3,50          | Madrid Deep Space Communications Complex, Espanya                                                  | WGPSN |
| Mafra      | 44° 24′ S, 53° 12′ O / 44.4°S,53.2°O     | 13,00         | Localitat de Brasil                                                                                | WGPSN |
| Magadi     | 34° 54′ S, 46° 12′ O / 34.9°S,46.2°O     | 53,00         | Localitat de Kenya                                                                                 | WGPSN |
| Magelhaens | 32° 42′ S, 174° 48′ O / 32.7°S,174.8°O   | 105,00        | Fernão de Magalhães (1480-1521), navegant portuguès                                                | WGPSN |
| Maggini    | 28° 00′ N, 350° 36′ O / 28.0°N,350.6°O   | 143,00        | Mentore Maggini (1890-1941), astrònom italià                                                       | WGPSN |
| Mago       | 16° 06′ N, 254° 42′ O / 16.1°N,254.7°O   | 2,80          | Localitat de Rússia                                                                                | WGPSN |
| Maidstone  | 41° 54′ S, 54° 18′ O / 41.9°S,54.3°O     | 10,00         | Localitat del Regne Unit                                                                           | WGPSN |
| Main       | 76° 36′ S, 310° 54′ O / 76.6°S,310.9°O   | 109,00        | Robert Main (1808-1878), astrònom britànic                                                         | WGPSN |
| Majuro     | 33° 36′ S, 275° 42′ O / 33.6°S,275.7°O   | 43,40         | Localitat de les Illes Marshall                                                                    | WGPSN |
| Makhambet  | 28° 25′ N, 40° 33′ O / 28.42°N,40.55°O   | 16,00         | Localitat del Kazakhstan                                                                           | WGPSN |
| Mambali    | 23° 31′ S, 332° 58′ O / 23.51°S,332.97°O | 31,00         | Localitat de Tanzània                                                                              | WGPSN |
| Manah      | 4° 42′ S, 33° 42′ O / 4.7°S,33.7°O       | 11,20         | Localitat d'Oman                                                                                   | WGPSN |
| Mandora    | 12° 18′ N, 53° 42′ O / 12.3°N,53.7°O     | 59,40         | Localitat d'Austràlia                                                                              | WGPSN |
| Manti      | 3° 36′ S, 37° 42′ O / 3.6°S,37.7°O       | 16,20         | Localitat dels Estats Units d'Amèrica                                                              | WGPSN |
| Manzi      | 22° 24′ S, 27° 30′ O / 22.4°S,27.5°O     | 7,20          | Localitat de Birmània                                                                              | WGPSN |
| Maraldi    | 62° 12′ S, 32° 00′ O / 62.2°S,32.0°O     | 124,00        | Giacomo F. Maraldi (1665-1729), astrònom francès                                                   | WGPSN |
| Marbach    | 17° 48′ N, 249° 00′ O / 17.8°N,249.0°O   | 25,80         | Localitat de Suïssa                                                                                | WGPSN |
| Marca      | 10° 06′ S, 158° 18′ O / 10.1°S,158.3°O   | 81,00         | Localitat de Perú                                                                                  | WGPSN |
| Mari       | 52° 24′ S, 45° 54′ O / 52.4°S,45.9°O     | 41,60         | Localitat de Síria                                                                                 | WGPSN |
| Maricourt  | 53° 19′ N, 71° 18′ O / 53.32°N,71.3°O    | 9,90          | Localitat de Canadà                                                                                | WGPSN |
| Mariner    | 35° 06′ S, 164° 30′ O / 35.1°S,164.5°O   | 170,00        | Mariner 4, la primera sonda espacial que va enviar imatges properes de Mart                        | WGPSN |
| Marth      | 13° 00′ N, 3° 30′ O / 13.0°N,3.5°O       | 98,40         | Albert Marth (1828-1897), astrònom alemany                                                         | WGPSN |
| Martin     | 21° 25′ S, 69° 20′ O / 21.41°S,69.33°O   | 61,40         | James Martin (1920-2002), enginyer estatunidenc                                                    | WGPSN |
| Martynov   | 30° 24′ S, 36° 24′ O / 30.4°S,36.4°O     | 61,10         | Dmitry Martynov (1906-1989), astrònom soviètic                                                     | WGPSN |
| Martz      | 35° 18′ S, 215° 54′ O / 35.3°S,215.9°O   | 97,00         | Edwin P. Martz (1916-1967), físic estatunidenc                                                     | WGPSN |
| Masursky   | 12° 06′ N, 32° 24′ O / 12.1°N,32.4°O     | 117,90        | Harold Masursky (1922-1990), astrogeòleg estatunidenc                                              | WGPSN |
| Matara     | 49° 37′ S, 325° 29′ O / 49.62°S,325.48°O | 49,40         | Localitat de Sri Lanka                                                                             | WGPSN |
| Maunder    | 50° 00′ S, 358° 30′ O / 50.0°S,358.5°O   | 107,50        | Edward W. Maunder (1851-1928), astrònom britànic                                                   | WGPSN |
| Mazamba    | 27° 34′ S, 69° 45′ O / 27.56°S,69.75°O   | 53,50         | Localitat de Moçambic                                                                              | WGPSN |
| McCauley   | 27° 21′ S, 276° 46′ O / 27.35°S,276.77°O | 90,00         | John McCauley (1932-2012), geòleg estatunidenc                                                     | WGPSN |
| McLaughlin | 22° 06′ N, 22° 30′ O / 22.1°N,22.5°O     | 96,20         | Dean B. McLaughlin (1901-1965), astrònom estatunidenc                                              | WGPSN |
| McMurdo    | 84° 24′ S, 359° 06′ O / 84.4°S,359.1°O   | 30,30         | Estació McMurdo, Antàrtida                                                                         | WGPSN |
| Medrissa   | 18° 48′ N, 56° 42′ O / 18.8°N,56.7°O     | 21,20         | Localitat d'Algèria                                                                                | WGPSN |
| Mega       | 1° 30′ S, 37° 00′ O / 1.5°S,37.0°O       | 18,00         | Localitat d'Etiopia                                                                                | WGPSN |
| Meget      | 19° 06′ N, 252° 48′ O / 19.1°N,252.8°O   | 4,60          | Localitat de Rússia                                                                                | WGPSN |
| Mellish    | 72° 48′ S, 24° 00′ O / 72.8°S,24.0°O     | 101,70        | John E. Mellish (1886-1970), astrònom aficionat estatunidenc                                       | WGPSN |
| Mellit     | 7° 07′ N, 1° 48′ O / 7.11°N,1.8°O        | 23,70         | Localitat de Sudan                                                                                 | WGPSN |
| Mena       | 32° 24′ S, 18° 48′ O / 32.4°S,18.8°O     | 32,50         | Localitat de Rússia                                                                                | WGPSN |
| Mendel     | 59° 06′ S, 199° 00′ O / 59.1°S,199.0°O   | 78,60         | Gregor Mendel (1822-1884), biòleg austríac                                                         | WGPSN |
| Mendota    | 36° 06′ N, 221° 42′ O / 36.1°N,221.7°O   | 8,90          | Localitat dels Estats Units d'Amèrica                                                              | WGPSN |
| Micoud     | 50° 54′ N, 343° 42′ O / 50.9°N,343.7°O   | 51,90         | Localitat de Santa Lucia                                                                           | WGPSN |
| Mie        | 48° 30′ N, 220° 24′ O / 48.5°N,220.4°O   | 104,00        | Gustav Mie (1868-1957), astrònom alemany                                                           | WGPSN |
| Mila       | 27° 24′ S, 20° 48′ O / 27.4°S,20.8°O     | 10,60         | Localitat d'Algèria                                                                                | WGPSN |
| Milankovič | 54° 42′ N, 146° 42′ O / 54.7°N,146.7°O   | 118,40        | Milutin Milanković (1879-1958), geofísic i astrofísic iugoslau                                     | WGPSN |
| Milford    | 52° 48′ S, 41° 30′ O / 52.8°S,41.5°O     | 27,30         | Localitat dels Estats Units d'Amèrica                                                              | WGPSN |
| Millman    | 54° 18′ S, 149° 48′ O / 54.3°S,149.8°O   | 75,00         | Peter Millman (1906-1990), astrònom canadenc                                                       | WGPSN |
| Millochau  | 21° 24′ S, 275° 00′ O / 21.4°S,275.0°O   | 115,00        | Gaston Millochau (n. 1866), astrònom francès                                                       | WGPSN |
| Milna      | 23° 28′ S, 12° 19′ O / 23.46°S,12.31°O   | 27,00         | Localitat de Croàcia                                                                               | WGPSN |
| Mirtos     | 22° 18′ N, 51° 48′ O / 22.3°N,51.8°O     | 5,80          | Localitat de Grècia                                                                                | WGPSN |
| Mistretta  | 24° 54′ S, 109° 12′ O / 24.9°S,109.2°O   | 14,80         | Localitat d'Itàlia                                                                                 | WGPSN |
| Mitchel    | 67° 42′ S, 283° 54′ O / 67.7°S,283.9°O   | 138,40        | Ormsby M. Mitchel (1809-1862), astrònom estatunidenc                                               | WGPSN |
| Miyamoto   | 2° 53′ S, 7° 00′ O / 2.88°S,7.0°O        | 160,00        | Shotaro Miyamoto (1912-1992), astrònom japonès                                                     | WGPSN |
| Moanda     | 35° 54′ S, 40° 00′ O / 35.9°S,40.0°O     | 38,90         | Localitat de Gabon                                                                                 | WGPSN |
| Mliba      | 39° 54′ S, 272° 06′ O / 39.9°S,272.1°O   | 13,50         | Localitat de Swazilàndia                                                                           | WGPSN |
| Mohawk     | 43° 12′ N, 5° 24′ O / 43.2°N,5.4°O       | 17,50         | Localitat dels Estats Units d'Amèrica                                                              | WGPSN |
| Mojave     | 7° 30′ N, 33° 06′ O / 7.5°N,33.1°O       | 58,50         | Localitat dels Estats Units d'Amèrica                                                              | WGPSN |
| Molesworth | 27° 42′ S, 210° 54′ O / 27.7°S,210.9°O   | 181,00        | Percy B. Molesworth (1867-1908), astrònom britànic                                                 | WGPSN |
| Moni       | 47° 00′ S, 341° 12′ O / 47.0°S,341.2°O   | 5,40          | Localitat de Xipre                                                                                 | WGPSN |
| Montevallo | 15° 24′ N, 54° 24′ O / 15.4°N,54.4°O     | 51,90         | Localitat dels Estats Units d'Amèrica                                                              | WGPSN |
| Morella    | 9° 42′ S, 51° 30′ O / 9.7°S,51.5°O       | 78,90         | Localitat d'Espanya                                                                                | WGPSN |
| Moreux     | 42° 06′ N, 315° 36′ O / 42.1°N,315.6°O   | 138,00        | Théophile Moreux (1867-1954), astrònom i meteoròleg francès                                        | WGPSN |
| Moroz      | 23° 42′ S, 20° 34′ O / 23.7°S,20.56°O    | 123,00        | Vasily Ivanovich Moroz (1931-2004) científic planetari rus                                         | WGPSN |
| Moss       | 19° 30′ N, 250° 36′ O / 19.5°N,250.6°O   | 9,10          | Localitat de Noruega                                                                               | WGPSN |
| Muara      | 24° 36′ N, 19° 18′ O / 24.6°N,19.3°O     | 3,80          | Localitat de Brunei                                                                                | WGPSN |
| Müller     | 26° 00′ S, 232° 18′ O / 26.0°S,232.3°O   | 129,00        | Hermann J. Müller (1890-1967), genetista estatunidenc Carl H. Müller (1851-1925), astrònom alemany | WGPSN |
| Murgoo     | 23° 54′ S, 22° 30′ O / 23.9°S,22.5°O     | 24,50         | Localitat d'Austràila                                                                              | WGPSN |
| Murray     | 23° 17′ S, 331° 56′ O / 23.29°S,331.94°O | 92,00         | Bruce Churchill (1931-2013), científic planetari estatunidenc                                      | WGPSN |
| Mut        | 22° 36′ N, 35° 48′ O / 22.6°N,35.8°O     | 6,60          | Localitat de Sudan                                                                                 | WGPSN |
| Mutch      | 0° 36′ N, 55° 18′ O / 0.6°N,55.3°O       | 211,00        | Thomas A. Mutch (1931-1980), geòleg estatunidenc                                                   | WGPSN |

## N
| Cràter       | Coordenades                              | Diàmetre (km) | Epònim                                                       | Ref.  |
| ------------ | ---------------------------------------- | ------------- | ------------------------------------------------------------ | ----- |
| Naar         | 23° 06′ N, 42° 12′ O / 23.1°N,42.2°O     | 11,40         | Localitat d'Egipte                                           | WGPSN |
| Naic         | 24° 42′ N, 252° 36′ O / 24.7°N,252.6°O   | 8,30          | Localitat de les Filipines                                   | WGPSN |
| Nain         | 41° 48′ N, 233° 12′ O / 41.8°N,233.2°O   | 6,80          | Localita de Canadà                                           | WGPSN |
| Naju         | 45° 18′ N, 237° 12′ O / 45.3°N,237.2°O   | 8,10          | Localitat de Corea del Sud                                   | WGPSN |
| Nako         | 29° 40′ S, 82° 56′ O / 29.67°S,82.93°O   | 43,00         | Localitat de Burkina Faso                                    | WGPSN |
| Nakusp       | 24° 43′ N, 35° 31′ O / 24.72°N,35.52°O   | 7,26          | Localitat de Canadà                                          | WGPSN |
| Nan          | 26° 54′ S, 20° 00′ O / 26.9°S,20.0°O     | 1,90          | Localitat de Tailàndia                                       | WGPSN |
| Nansen       | 50° 18′ S, 140° 36′ O / 50.3°S,140.6°O   | 81,00         | Fridtjof Nansen (1861-1930), explorador noruec               | WGPSN |
| Nardo        | 27° 48′ S, 32° 54′ O / 27.8°S,32.9°O     | 26,60         | Localitat d'Itàlia                                           | WGPSN |
| Naruko       | 36° 15′ S, 161° 49′ O / 36.25°S,161.81°O | 4,40          | Localitat del Japó                                           | WGPSN |
| Naryn        | 14° 53′ N, 236° 47′ O / 14.89°N,236.79°O | 3,70          | Localitat de Kyrgyzstan                                      | WGPSN |
| Naukan       | 21° 30′ N, 30° 42′ O / 21.5°N,30.7°O     | 8,40          | Localitat de Rússia                                          | WGPSN |
| Navan        | 26° 06′ S, 23° 36′ O / 26.1°S,23.6°O     | 26,50         | Localitat d'Irlanda                                          | WGPSN |
| Nazca        | 31° 54′ S, 266° 24′ O / 31.9°S,266.4°O   | 15,50         | Localitat de Perú                                            | WGPSN |
| Negele       | 36° 06′ S, 264° 06′ O / 36.1°S,264.1°O   | 37,80         | Localitat d'Etiopia                                          | WGPSN |
| Negril       | 20° 06′ N, 290° 36′ O / 20.1°N,290.6°O   | 52,00         | Localitat de Jamaica                                         | WGPSN |
| Neive        | 23° 24′ N, 253° 00′ O / 23.4°N,253.0°O   | 2,90          | Localitat d'Itàlia                                           | WGPSN |
| Nema         | 20° 54′ N, 52° 12′ O / 20.9°N,52.2°O     | 15,80         | Localitat de Rússia                                          | WGPSN |
| Nepa         | 25° 12′ S, 19° 42′ O / 25.2°S,19.7°O     | 15,50         | Localitat de Rússia                                          | WGPSN |
| Neukum       | 44° 54′ S, 28° 24′ O / 44.9°S,28.4°O     | 102,00        | Gerhard Neukum (1944-2014), científic planetari alemany      | WGPSN |
| Never        | 23° 42′ N, 254° 18′ O / 23.7°N,254.3°O   | 2,90          | Localitat de Rússia                                          | WGPSN |
| Neves        | 3° 24′ S, 208° 42′ O / 3.4°S,208.7°O     | 22,10         | Localitat de São Tomé i Príncipe                             | WGPSN |
| New Bern     | 21° 48′ N, 49° 12′ O / 21.8°N,49.2°O     | 0,90          | Localitat dels Estats Units d'Amèrica                        | WGPSN |
| New Haven    | 22° 18′ N, 49° 18′ O / 22.3°N,49.3°O     | 1,00          | Localitat dels Estats Units d'Amèrica                        | WGPSN |
| New Plymouth | 15° 54′ S, 184° 12′ O / 15.9°S,184.2°O   | 33,30         | Localitat dels Estats Units d'Amèrica                        | WGPSN |
| Newcomb      | 24° 24′ S, 359° 00′ O / 24.4°S,359.0°O   | 252,00        | Simon Newcomb (1835-1909), astrònom estatunidenc             | WGPSN |
| Newport      | 22° 30′ N, 49° 00′ O / 22.5°N,49.0°O     | 1,80          | Localitat dels Estats Units d'Amèrica                        | WGPSN |
| Newton       | 40° 48′ S, 158° 06′ O / 40.8°S,158.1°O   | 298,00        | Isaac Newton (1643-1727), físic britànic                     | WGPSN |
| Nhill        | 29° 00′ S, 103° 24′ O / 29.0°S,103.4°O   | 22,00         | Localitat d'Austràlia                                        | WGPSN |
| Nicholson    | 0° 12′ N, 164° 36′ O / 0.2°N,164.6°O     | 102,50        | Seth Barnes Nicholson (1891-1963), astrònom estatunidenc     | WGPSN |
| Nier         | 43° 06′ N, 254° 00′ O / 43.1°N,254.0°O   | 47,00         | Alfred O. C. Nier (1911-1994), físic estatunidenc            | WGPSN |
| Niesten      | 28° 18′ S, 302° 18′ O / 28.3°S,302.3°O   | 115,00        | Louis Niesten (1844-1920), astrònom belga                    | WGPSN |
| Nif          | 20° 06′ N, 56° 18′ O / 20.1°N,56.3°O     | 8,70          | Localitat de Micronèsia                                      | WGPSN |
| Nipigon      | 34° 00′ N, 81° 54′ O / 34.0°N,81.9°O     | 9,30          | Localitat de Canadà                                          | WGPSN |
| Niquero      | 38° 48′ S, 166° 05′ O / 38.8°S,166.09°O  | 10,78         | Localitat de Cuba                                            | WGPSN |
| Nitro        | 21° 30′ S, 24° 00′ O / 21.5°S,24.0°O     | 28,70         | Localitat dels Estats Units d'Amèrica                        | WGPSN |
| Njesko       | 35° 30′ S, 275° 00′ O / 35.5°S,275.0°O   | 28,00         | Localitat d'Eslovàquia                                       | WGPSN |
| Noma         | 25° 42′ S, 24° 24′ O / 25.7°S,24.4°O     | 42,10         | Localitat de Namíbia                                         | WGPSN |
| Noord        | 19° 29′ S, 11° 16′ O / 19.49°S,11.26°O   | 7,80          | Localitat d'Aruba                                            | WGPSN |
| Nordenskiöld | 52° 42′ S, 158° 54′ O / 52.7°S,158.9°O   | 89,00         | Adolf Erik Nordenskiöld (1832-1901), geòleg i geògraf noruec | WGPSN |
| Northport    | 18° 42′ N, 54° 36′ O / 18.7°N,54.6°O     | 19,50         | Localitat dels Estats Units d'Amèrica                        | WGPSN |
| Novara       | 25° 06′ S, 10° 42′ O / 25.1°S,10.7°O     | 86,90         | Localitat d'Itàlia                                           | WGPSN |
| Nqutu        | 38° 24′ S, 190° 30′ O / 38.4°S,190.5°O   | 21,00         | Localitat de Sud-àfrica                                      | WGPSN |
| Nune         | 17° 42′ N, 38° 48′ O / 17.7°N,38.8°O     | 8,60          | Localitat de Moçambic                                        | WGPSN |
| Nutak        | 17° 36′ N, 30° 18′ O / 17.6°N,30.3°O     | 11,20         | Localitat de Canadà                                          | WGPSN |
| Nybyen       | 37° 01′ S, 16° 40′ O / 37.02°S,16.66°O   | 6,20          | Localitat de Noruega                                         | WGPSN |